# Comte de Rochester

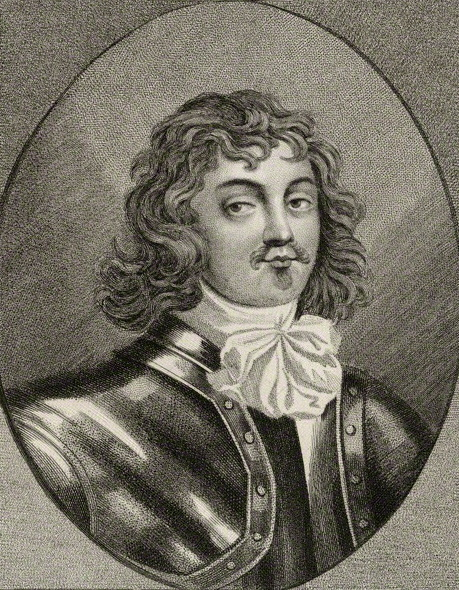
Henry Wilmot, 1er Comte de Rochester (1612-1658)

Comte de Rochester (Earl of Rochester) est un titre de noblesse créé à deux reprises dans la pairie d'Angleterre, en 1652 et en 1682.

## Liste des comtes de Rochester

### Première création (1652)
- 1652-1658 : Henry Wilmot (1612-1658)
- 1658-1680 : John Wilmot (1647-1680), fils du précédent
- 1680-1681 : Charles Wilmot (de) (1671-1681), fils du précédent

Le titre s'éteint à la mort du troisième comte, qui n'a pas d'enfants.

### Deuxième création (1682)
- 1682-1711 : Laurence Hyde (1642-1711)
- 1711-1753 : Henry Hyde (1672-1753), fils du précédent

Le titre s'éteint à la mort du deuxième comte dont le seul fils, Henry Hyde, est mort quelques mois avant lui.